# Fritz Morf
Fritz Morf, né le 29 janvier 1928 à Berthoud et mort le 30 juin 2011 dans la même ville, est un joueur de football international suisse, qui évoluait au poste de défenseur.

## Biographie

### Carrière en club
Avec le club du FC Granges, il remporte une Coupe de Suisse.

### Carrière en sélection
Avec l'équipe de Suisse, il joue 7 matchs (pour aucun but inscrit) entre 1957 et 1962. 
Il joue son premier match en équipe nationale le 10 mars 1957 contre l'Espagne.
Il figure dans le groupe des sélectionnés lors de la Coupe du monde de 1962. Lors du mondial organisé au Chili, il joue un match face au pays organisateur, pour ce qui constitue sa dernière sélection en équipe nationale.

## Palmarès
- Vainqueur de la Coupe de Suisse en 1959 avec le FC Granges
- Finaliste de la Coupe de Suisse en 1960 avec le FC Granges